# Verbesina pseudoclausseni
Verbesina pseudoclausseni  es una especie de planta con flor en la familia Asteraceae.
Es endémica de Brasil. Es un arbusto o pequeño árbol hallado en Minas Gerais.

## Fuente
- World Conservation Monitoring Centre 1998.  Verbesina pseudoclausseni.   2006 IUCN Lista Roja de Especies Amenazadas; bajado 20 de julio de 2007